# Crataegus kingstonensis
Crataegus kingstonensis är en rosväxtart som beskrevs av Charles Sprague Sargent. Crataegus kingstonensis ingår i Hagtornssläktet som ingår i familjen rosväxter. Inga underarter finns listade i Catalogue of Life.